# Crouy

Crouy este o comună în departamentul Aisne din nordul Franței. În 1 ianuarie 2022 avea o populație de 3.041 de locuitori.